# Turbomaskin

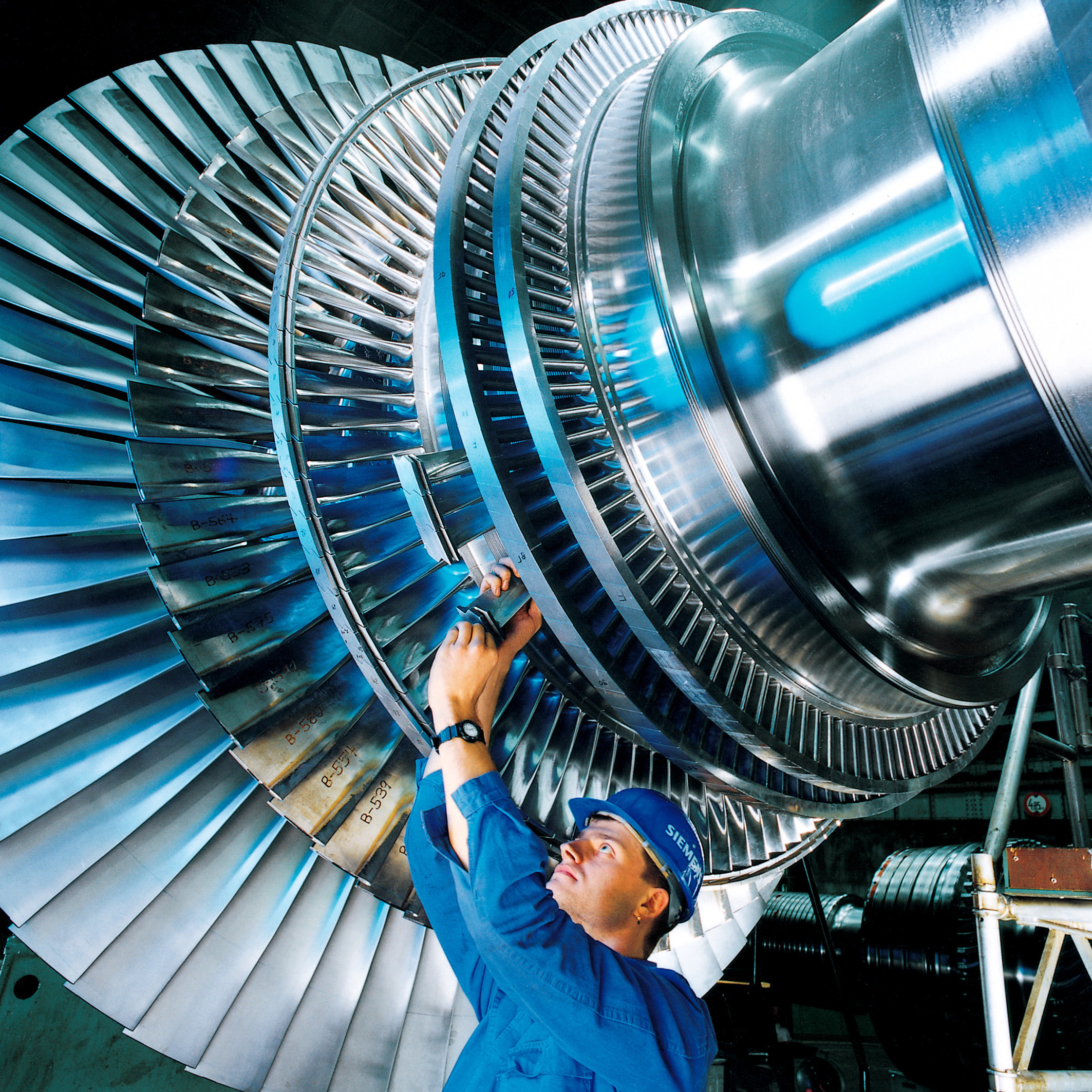
Rotorn på en ångturbin. Ångturbiner är ett exempel på en termisk och arbetsgivande turbomaskin.

Turbomaskiner, eller strömningsmaskiner, är en sammanfattande benämning på ett stort antal maskiner som karaktäriseras av samspelet mellan ett strömmande medium och en skovelförsedd rotor som antingen tillförs eller alstrar mekaniskt arbete. Vanligen delas turbomaskinerna in i två grupper: arbetskrävande och arbetsgivande turbomaskiner. Till de arbetskrävande turbomaskinerna räknas pumpar, fläktar och kompressorer. Arbetgivande turbomaskiner kallas turbiner och delas ofta in i vattenturbiner, ångturbiner och gasturbiner.
Pumpar och vattenturbiner arbetar med medier i vätskeform. Dessa medier är i princip inkompressibla och därför klassificeras dessa turbomaskiner ibland som hydrauliska turbomaskiner. Fläktar, kompressorer, ång- och gasturbiner arbetar med kompressibla medier i gasform. Dessa turbomaskiner arbetar med varierande temperatur och densitet hos det omströmmande mediet och benämns därför som termiska turbomaskiner.
Genom att kombinera två eller flera turbomaskiner kan mer komplexa turbomaskinsystem bildas, exempel på sådana system är jetmotorer, hydrodynamiska kopplingar och momentomvandlare. Även dessa system kan klassificeras som turbomaskiner.